# Аквариум (филм, 2009)
Вижте пояснителната страница за други значения на Аквариум.
„Аквариум“ (на английски: Fish Tank) е нидерландско-британски филм от 2009 година на режисьорката Андреа Арнолд по неин собствен сценарий.
В центъра на сюжета е проблемна тийнейджърка и нейните отношения с поредния любовник на майка ѝ, който злоупотребява с нея сексуално и емоционално. Главните роли се изпълняват от Кейти Джарвис, Майкъл Фасбендър, Кирстън Уеъринг.
„Аквариум“ получава наградата на БАФТА за най-добър британски филм и наградата на журито на Кинофестивала в Кан, където е номиниран и за „Златна палма“.